# Welcome 2 America (canção de Prince)
Welcome 2 America é uma canção do cantor americano Prince, lançada em 8 de abril de 2021 como primeiro single de seu primeiro álbum de estúdio póstumo de mesmo nome.

## Composição
"Welcome 2 America" é uma canção de protesto contra os Estados Unidos – principalmente contra a “cultura das celebridades” e gigantes tecnológicas como o Google e a Apple, onde ele canta: "(os Estados Unidos) é uma terra de liberdade, (mas também) um lar para o escravo."

## Recepção
Craig Jenkins, da Vulture, disse que a faixa "aconselha o ouvinte a tirar as vendas e ver a América como a união imperfeita que é.

## Créditos da canção

### Músicos
- Prince - vocais principais, vocais de apoio, composição, guitarra, teclado
- Morris Hayes - teclado, percussão
- Tal Winkenfeld - baixo
- Chris Coleman - bateria
- Elisa Fiorillo - vocais de apoio
- Liv Warfield - vocais de apoio
- Shelby J - vocais de apoio

### Produção
- Prince - produção, arranjos
- Morris Hayes - co-produção
- Bernie Grundman - engenharia de masterização
- Jason Agel - engenharia de mixagem, engenharia de som

## Lista de faixas
| Download digital |                     |         |  |
| N.º              | Título              | Duração |  |
| 1.               | "Welcome 2 America" | 5:23    |  |

| Vinil 7" Ouro Edição Limitada Exclusiva (Exclusivo do Website Oficial) |                                                                     |         |  |
| N.º                                                                    | Título                                                              | Duração |  |
| 1.                                                                     | "Welcome To America"                                                | 5:24    |  |
| 2.                                                                     | "Dreamer / Welcome 2 America (Live at The LA Forum - May 14, 2011)" | 6:12    |  |

## Histórico de lançamento
| Região | Data               | Formato                     | Gravadora |
| ------ | ------------------ | --------------------------- | --------- |
| Várias | 8 de abril de 2021 | Download digital, streaming | NPG       |